# Bistum Argyll and the Isles
Das Bistum Argyll and the Isles (lat.: Dioecesis Ergadiensis et Insularum) ist ein in Schottland gelegenes Bistum der Römisch-katholischen Kirche. Es wurde am 5. März 1878 im Zuge der Neustrukturierung der katholischen Kirche in Schottland durch Papst Leo XIII. mit der Zirkumskriptionsbulle Ex supremo apostolatus apice errichtet und hat seinen Sitz in Oban. Es besteht heute aus drei Dekanaten und ist ländlich geprägt. Die Bischöfe der Diözese sind Mitglieder der Schottischen Bischofskonferenz.
Das Bistum vereint das Territorium der mittelalterlichen Bistümer Argyll und Sodor & Mann (bzw. the Isles). Der Namenszusatz the Isles bezieht sich auf die Hebriden.
Daneben gibt es noch ein Bistum gleichen Namens der Schottischen Episkopalkirche, die Teil der Anglikanischen Kirche ist.

## Weblinks

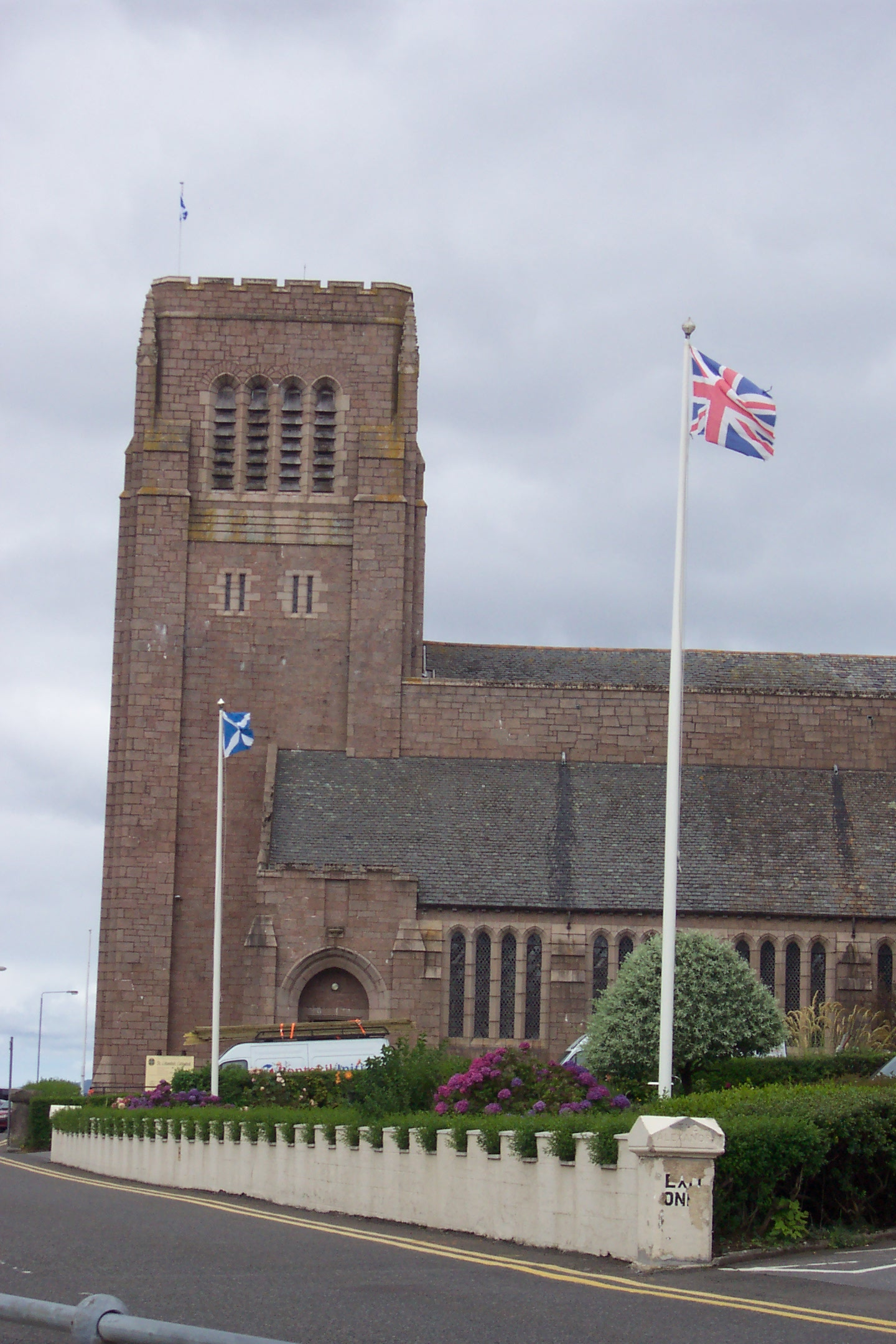
St Columba’s Cathedral in Oban